# Nathalie Desmares
Nathalie Desmares, née le 18 mai 1972, est une snowboardeuse française spécialisée aujourd'hui dans les épreuves de géant parallèle après avoir exercé le snowboardcross. Licenciée à Biguglia en Corse, elle a pris aux Jeux olympiques d'hiver de 1998 de Nagano avec une dix-septième place en slalom géant et s'est qualifiée douze ans plus tard aux Jeux olympiques d'hiver de 2010 de Vancouver. Bien que n'ayant jamais remporté de médaille olympique ou aux mondiaux, elle est montée à cinq reprises sur un podium en coupe du monde entre 1998 et 2010.

## Palmarès

### Jeux olympiques d'hiver
| Édition/Discipline   | Géant parallèle |
| JO de 1998 Nagano    | 17e             |
| JO de 2010 Vancouver | 18e             |

### Championnats du monde
| Édition/Discipline                 | Snowboardcross | Slalom géant | Géant parallèle | Slalom parallèle |
| Mondiaux 1997 San Candido          | -              | 8e           | -               | -                |
| Mondiaux 1999 Berchtesgaden        | -              | 7e           | 14e             | -                |
| Mondiaux 2001 Madonna di Campiglio | 7e             | Ab.          | 25e             | -                |
| Mondiaux 2007 Arosa                | -              | -            | 28e             | 23e              |
| Mondiaux 2009 Gangwon              | -              | -            | 8e              | 43e              |

### Coupe du monde
- Meilleur classement général : 10e en 2001.
- 5 podiums (deux en slalom géant, deux en géant parallèle et un en snowboardcross).